# Anna Fričová
Anna Fričová, rozená Anna Kavalírová (18. dubna 1825 Těchobuz – 15. března 1893 Královské Vinohrady), byla česká básnířka a spisovatelka, manželka Josefa Václava Friče. Jako literární pseudonym užívala jméno Anna Sázavská.

## Život
Narodila se jako nejstarší dcera pozdějšího zakladatele sklářské huti v Sázavě Františka Kavalíra (1796-1853) a jeho ženy Antonie, rozené Adlerové. Navštěvovala hutní školu v Ostředku, kde měl otec v té době pronajatou sklářskou huť, později školu na Malé Straně v Praze. Roku 1846 se do Prahy odstěhovala trvale a starala se o výchovu svých mladších sourozenců. V roce 1849 byl její bratr František zatčen a Anna ho obětavě navštěvovala a starala se i o další vězně v hradčanské věznici v Praze i později v Komárnu. Tak se seznámila s Josefem Václavem Fričem, za něhož se roku 1857 provdala.
Svého muže doprovázela i do exilu, od roku 1860 s ním žila v Paříži a až roku 1867 se s dětmi vrátila do Prahy. Pohřbena byla v rodinné hrobce na Vyšehradském hřbitově.

### Rodinný život
Byla Fričovou druhou manželkou, poprvé se v roce 1856 oženil s Annou Ullmanovou (1829–1857). Po její smrti se koncem roku 1857 podruhé oženil. Měli celkem tři děti: syny Josefa (1861–1945) a Jana (1863–1892), a dceru Boženu (1865–1923), všechny narozené v Paříži.

## Literární činnost
Publikovala několik krátkých lyrických básní v Ladě Niole, v almanachu Máj aj., dvě sbírky jejích básní a několik povídek zůstalo v rukopise.

## Ohlas v literatuře
Částečně je osud Anny i jejího muže Josefa Václava Friče načrtnut v knize vzpomínek její matky Antonie Paměti babičky Kavalírové. Antonie Kavalírová psala vzpomínky v letech 1859 – 1863 na přání svých dětí, pro něž byly původně určeny. Později rukopis k vydání připravil vnuk Josef Jan Frič, a to bez zásadních gramatických úprav. Paměti se dočkaly od roku 1929 (vydal Spolek českých bibliofilů) již devíti vydání v češtině (naposledy v Českém spisovateli v roce 1993 v tomtéž roce a témže nakladatelství anglicky The Memoirs of grandmother Kavalírová).